# Claude Helffer
Claude Helffer, né le 18 juin 1922 à Paris et mort le 27 octobre 2004 à Paris, est un pianiste français, particulièrement connu pour ses interprétations de la musique du XXe siècle.

## Biographie
Claude Helffer entame ses études musicales dès l'âge de cinq ans ; à partir de 1932 — il a dix ans — et jusqu'au déclenchement de la Seconde Guerre mondiale, il prend des cours auprès de Robert Casadesus. En 1942, il intègre l'École polytechnique,. Il est aux Chantiers de Jeunesse pendant l'hiver 1942-43 ; puis devient résistant dans le maquis du Vercors [réf. nécessaire]. Après la guerre, il étudie la théorie musicale et la composition auprès de René Leibowitz. Il fait ses débuts en tant que concertiste à Paris en 1948 et, à partir de 1954, il se produit régulièrement au sein des concerts du Domaine musical en compagnie de Pierre Boulez.
Claude Helffer crée de nombreuses œuvres et est dédicataire d'une importante série de pièces parmi lesquelles Erikhthon (Iannis Xenakis, 1974), Concerto (André Boucourechliev, 1975), Stances (Betsy Jolas, 1978), Concerto no 1 (Luis de Pablo, 1980), Envoi (Gilles Tremblay, 1982) et Modifications (Michael Jarrell, 1983). Il collabore régulièrement avec des chefs d'orchestre tels que Boulez, Bour, Gielen, Leibowitz, Maderna, Marriner, Martinon, van Otterloo, Prêtre et Scherchen.
Sa discographie comprend les intégrales de la musique pour piano de Schönberg (Grand Prix du Disque), Debussy et Ravel ainsi que les trois sonates de Boulez, la Sonate de Berg et celle de Barraqué.
Claude Helffer n'a fait partie d’aucune institution officielle d'enseignement ; il a cependant dispensé son savoir auprès de nombreux étudiants, en particulier lors des sessions de l'académie d'été de Salzbourg (entre 1985 et 1998) et à l'académie musicale de Villecroze.

## Discographie
- Bartok & Prokofiev, Pianos Concertos n° 3, Guilde Internationale du Disque (Concert Hall)
- Iannis Xenakis, Œuvres de musique de chambre 1955-1990 avec le Quatuor Arditti, Montaigne, 2000
- Arnold Schönberg, Intégrale de l'œuvre pour piano, Harmonia Mundi, 1993
- Pierre Boulez, Sonates pour piano, Astrée, 1993
- Maurice Ravel, Intégrale, Harmonia Mundi
- Béla Bartók, Mikrokosmos, Harmonia Mundi, 1973 / 1992
- "Claude Debussy, Suite bergamasque", Harmonia mundi, 1972 / 1988

## Hommage
Depuis 2011 et tous les deux ans, les Ecoles Municipales Artistiques de Vitry-sur-Seine lui rendent hommage dans le cadre d'un festival qui porte son nom : le festival Claude Helffer.